# Marian Blazinski
Marian Blazinski, früher Marcin Błaziński, (* 6. Mai 1988 in Nysa) ist ein deutscher Leichtathlet im Bereich Langstreckenlauf schlesischer Herkunft. 2009 wurde er in Olszyna Polnischer Meister im Crosslauf auf der Distanz von ca. 4 Kilometer. Seit dem 1. August 2011 repräsentiert er Deutschland und besitzt seit Oktober 2011 die deutsche Staatsbürgerschaft. Wegen drei verpassten Dopingkontrollen, die Blazinski mit fehlenden Deutschkenntnissen begründete, wurde er im Juni 2015 für 21 Monate gesperrt.
Beim Düsseldorf-Marathon 2017 wurde er vor Julian Flügel bester Deutscher mit einer Zeit von 02:17:06 h. Es war der erste Start nach seiner Dopingsperre. Marcin Blazinski lebt in Schramberg.

## Persönliche Bestzeiten
- 10.000-Meter-Lauf – 29:16,47 min (Kędzierzyn-Koźle, Polen, 2009)
- 15-km-Lauf – 47:16 min (Jaworzno, 2011)
- Frankfurt-Marathon – 2:18:49 h (30. Oktober 2011)
- Düsseldorf-Marathon – 2:17:19 h (29. April 2012)
- Düsseldorf-Marathon – 2:14:45 h (28. April 2013)